# 澤布魯山
46°29′32″N 10°32′58″E / 46.492309°N 10.549343°E

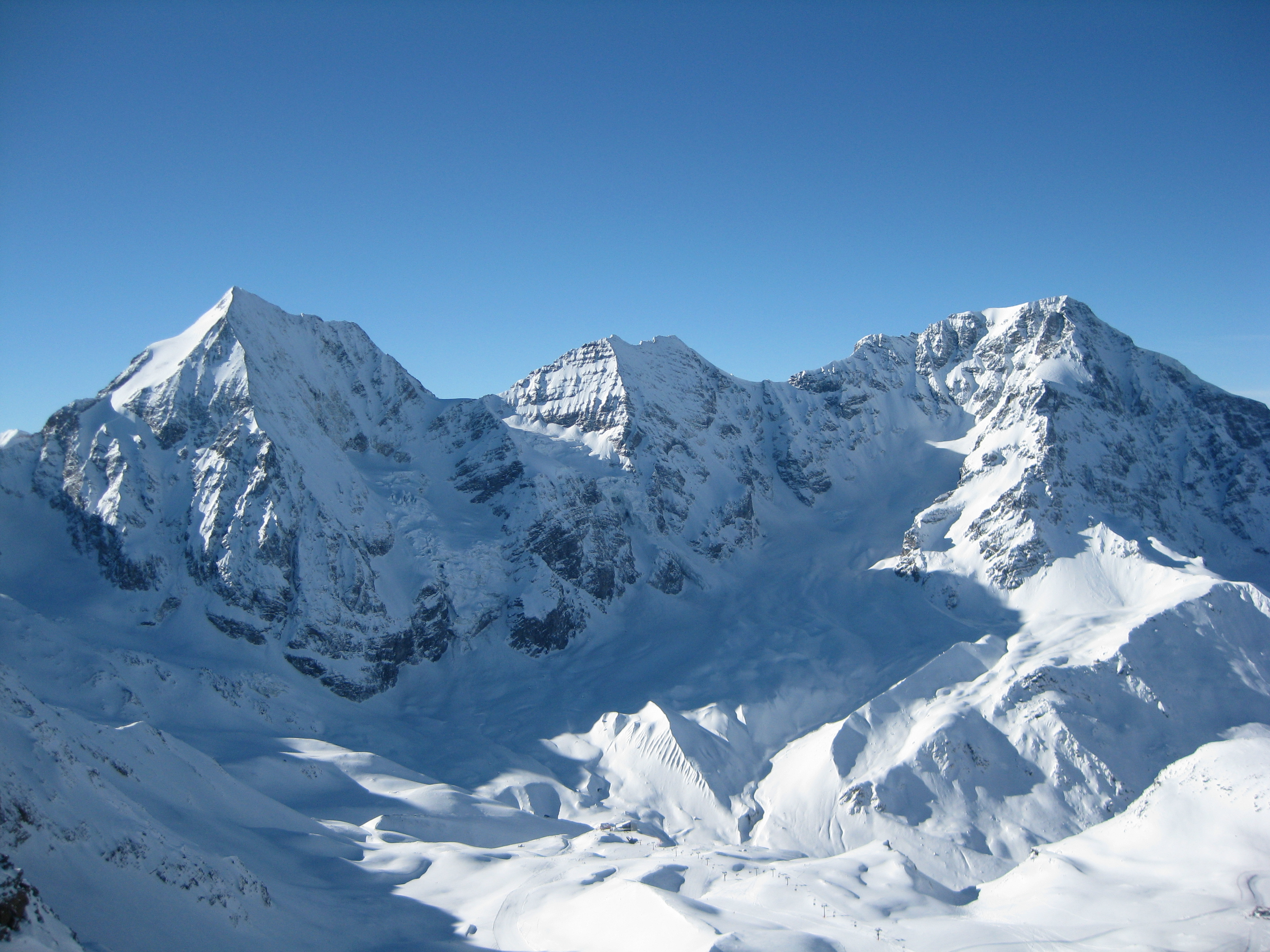

澤布魯山（義大利語：Monte Zebrù），是意大利的山峰，位於該國北部，處於博爾扎諾-南蒂羅爾自治省和桑治奧省接壤的邊界，屬於奥特莱斯山的一部分，海拔高度3,735米，人類在1866年9月29日首次登頂。